# Ipout II
Ipout II est l'une des épouses royales de Pépi II, pharaon de la VIe dynastie.

## Généalogie
Elle porte les titres suivants :
- en tant que fille royale : « Fille du Roi » (s3t-niswt), « Fille aînée du Roi » (s3t-niswt-smswt) et « Princesse héréditaire » (iryt-p`t) ;
- en tant qu'épouse royale : « Épouse du Roi » (hmt-nisw), « Épouse du Roi sa bien-aimée Men-Ânkh-Néferkarê » (hmt-nisw meryt.f-mn-‘nkh-nfr-k3-r’), « Épouse du Roi sa bien-aimée Néferkarê-Men-Ânkh-Néferkarê » (hmt-nisw meryt.f-nfr-k3-r’-mn-‘nkh-nfr-k3-r’), « Celle qui voit Horus et Seth » (m33t-hrw-stsh).

Ces titres font d'elle la fille d'un roi (Pépi Ier ou Mérenrê Ier) et l'épouse du roi Pépi II.

## Sépulture

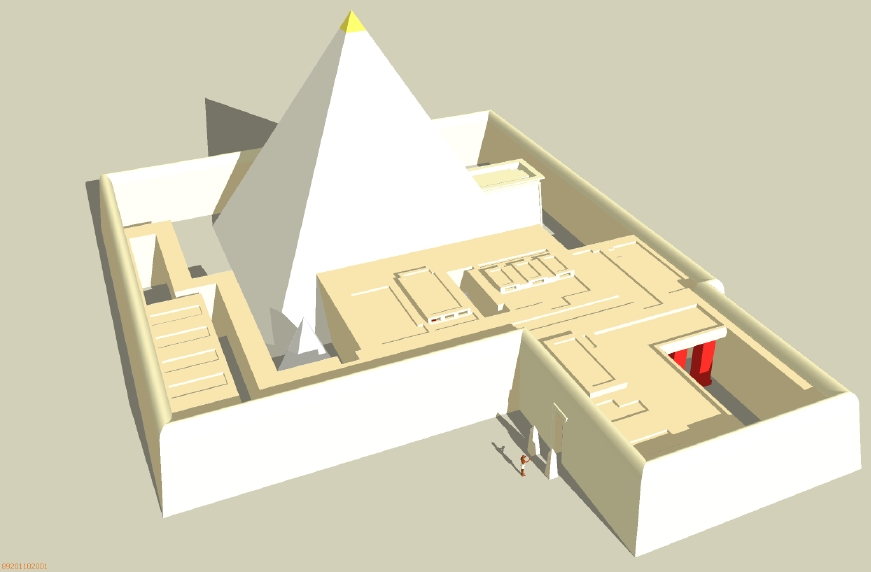
Restitution de la pyramide d'Ipout II à Saqqarah

La sépulture d'Ipout II est une pyramide à faces lisses située à l'ouest de celle de Pépi II non loin de la pyramide de Neith. Elle a été découverte par Gustave Jéquier vers le début du XXe siècle.
On y a découvert une version en parfait état des textes des pyramides et un sarcophage de granit mentionnant le nom d'Ânkhésenpépi III.